# Julianna Guill
Julianna Guill (Winston-Salem, 7 de julho de 1987) é uma atriz norte-americana. Ela ficou mais conhecida pelo seu papel de Bree no filme Sexta-Feira 13, e Scarlet Haukkson no webisódio da série My Alibi. Ela também co-estrelou a série Glory Daze como Christie, da TBS.

## Filmografia
| Ano  | Título               | Papel        | Notas          |
| ---- | -------------------- | ------------ | -------------- |
| 2004 | Be Good Daniel       | Jane         | curta-metragem |
| 2005 | Woodrow Wilson       |              | curta-metragem |
| 2009 | 2 Dudes and a Dream  | Stacy        |                |
| 2009 | Friday the 13th      | Bree         |                |
| 2009 | Fired Up!            | outra menina |                |
| 2010 | 5 Star Day           | Vanessa      |                |
| 2010 | Closing Time         | C.C.         | curta-metragem |
| 2010 | Costa Rican Summer   | Eva          |                |
| 2010 | Altitude             | Mel          |                |
| 2011 | Crazy, Stupid, Love. | Madison      |                |
| 2011 | Dial M for Murder    | Janelle      | curta-metragem |
| 2011 | Blast Off            | Julia        | curta-metragem |
| 2012 | The Apparition       | Lydia        |                |
| 2012 | Mine Games           | Claire       | editando       |
| 2013 | A Green Story        | Rebecca      | filmando       |

| Ano       | Título                           | Papel               | Notas                                                            |
| --------- | -------------------------------- | ------------------- | ---------------------------------------------------------------- |
| 2004      | One Tree Hill                    | Money Girl          | Episódio: "To Wish Impossible Things"                            |
| 2005      | One Tree Hill                    | Ashley              | Episódio: "Locked Hearts and Hand Grenades"                      |
| 2006      | CSI: Miami                       | Toll Booth Girl     | Episódio: "Darkroom"                                             |
| 2007      | CSI: Miami                       | Kelly               | Episódio: "Sunblock"                                             |
| 2007      | CSI: Crime Scene Investigation   | Monica              | Episódio: "Goodbye and Good Luck"                                |
| 2008-2009 | My Alibi                         | Scarlet Haukkson    | 18 episódios                                                     |
| 2009      | Road Trip: Beer Pong             | Katy                | Vídeo                                                            |
| 2009      | How I Met Your Mother            | Maiden              | Episódio: "The Sexless Innkeeper"                                |
| 2009      | My Super Psycho Sweet 16         | Madison Penrose     | Telefilme                                                        |
| 2009      | 90210                            | Savannah Montgomery | Episódio: "Winter Wonderland"                                    |
| 2010      | 90210                            | Savannah Montgomery | Episódio: "Girl Fight!"                                          |
| 2010      | Cold Case                        | Bunny Hargreave     | Episódio: "The Runaway Bunny"                                    |
| 2010      | Accidentally on Purpose          | Melissa             | Episódio: "Back to School"                                       |
| 2010      | The Subpranos                    | Sunshine            | Episódio: "Sunshiny Day" Episódio: "Gypsies, Tramps and Thieves" |
| 2010      | 15 Minutes                       |                     | Telefilme                                                        |
| 2010      | My Super Psycho Sweet 16: Part 2 | Madison Penrose     | Telefilme                                                        |
| 2010-2011 | Glory Daze                       | Christie Dewitt     | 10 episódios                                                     |
| 2011      | Community                        | Head Cheerleader    | Episódio: "A Fistful of Paintballs"                              |
| 2011      | Psych                            | Vivienne            | Episódio: "Shawn, Interrupted"                                   |
| 2018-2019 | The Resident                     | Jessie Nevin        | Personagem recorrente, irmã da Nic                               |